# Sudamérica Rugby Cup 2017
La Sudamérica Rugby Cup del 2017 fue la cuarta y última edición del triangular que organizó Sudamérica Rugby.
Además de Argentina XV, participaron Uruguay y Chile clasificados como campeón y vicecampeón respectivamente del Sudamericano A 2016.

## Equipos participantes
- Argentina XV
- Chile (Los Cóndores)
- Uruguay (Los Teros)

## Posiciones
| Pos. | Equipo       | Encuentros | Encuentros | Encuentros | Encuentros | Tantos  | Tantos    | Tantos     | Puntos |
| Pos. | Equipo       | jugados    | ganados    | empatados  | perdidos   | a favor | en contra | diferencia | Puntos |
| ---- | ------------ | ---------- | ---------- | ---------- | ---------- | ------- | --------- | ---------- | ------ |
| 1    | Argentina XV | 2          | 2          | 0          | 0          | 69      | 48        | + 21       | 6      |
| 2    | Uruguay      | 2          | 1          | 0          | 1          | 60      | 49        | + 11       | 3      |
| 3    | Chile        | 2          | 0          | 0          | 2          | 26      | 58        | - 32       | 0      |

Nota: Se otorgan 3 puntos al equipo que gane un partido, 1 al que empate y 0 al que pierda

## Resultados

### Primera fecha
Partido del Sudamericano de Rugby A 2017
| 27 de mayo 15:30 | Uruguay | 27 - 11 | Chile | Estadio Charrúa, Montevideo, Uruguay |  |
|                  |         | Reporte |       |                                      |  |

### Segunda fecha
| 3 de junio 15:45 | Chile | 15 - 31 | Argentina XV | Estadio Municipal de La Pintana, Santiago, Chile |                                |
|                  |       | Reporte |              | Árbitro(s): Francisco González                   | Árbitro(s): Francisco González |

### Tercera fecha
| 29 de setiembre | Uruguay | 33 - 38 | Argentina XV | Estadio Suppici, Colonia, Uruguay |                              |
|                 |         | Reporte |              | Árbitro(s): Henrique Platais      | Árbitro(s): Henrique Platais |

| Bandera de Argentina |
| Campeón Argentina XV |
| Cuarto título        |